# Nick Scott
Nicholas Michael Scott (* 17. Mai 1995 in Lancaster, Pennsylvania) ist ein US-amerikanischer American-Football-Spieler auf der Position des Safeties. Zurzeit spielt er für die Carolina Panthers in der National Football League (NFL). Mit den Los Angeles Rams gewann Scott den Super Bowl LVI.

## Frühe Jahre
Scott wurde in Lancaster, Pennsylvania geboren, wuchs später jedoch in Massachusetts auf. So besuchte er für zwei Jahre die Brookline High School in Brookline, Massachusetts, ehe er mit seiner Familie nach Virginia zog und die Fairfax High School in Fairfax, Virginia besuchte. Dort war er in der Football-, Basketball- und Leichtathletikmannschaft aktiv. Auch in der Footballmannschaft war er sehr flexibel einsetzbar und kam sowohl in der Offense als Quarterback, Wide Receiver und Runningback als auch in der Defense als Linebacker und Safety zum Einsatz. Seine Hauptposition zu dieser Zeit war jedoch als Runningback. So konnte er in seinem letzten Schuljahr mit dem Ball für 1582 Yards laufen und zusätzlich den Ball für 129 Yards fangen. Insgesamt gelangen ihm so 25 Touchdowns. Er galt als einer der besten Runningbacks seines Jahrgangs und wurde auch ins All-State-Team sowie zum Liberty District Athlete of the Year gewählt.
Nach seinem Highschoolabschluss erhielt er ein Stipendium der Pennsylvania State University. Dort war er ebenfalls in der Footballmannschaft aktiv, wurde in seinem Freshman-Jahr jedoch geredshirted. In seinem zweiten Jahr kam er als Backup auf der Position des Runningbacks zum Einsatz und konnte dabei mit dem Ball für 133 Yards und einen Touchdown laufen. Daneben war er auch Teil der Special Teams und wurde nach der Saison zum besten Spieler seines Teams in den Special Teams gekürt. Nachdem in seinem zweiten Jahr jedoch Saquon Barkley auf die Schule wechselte und ihn verdrängte, wechselte er die Position und kam fortan als Safety zum Einsatz. In dieser Saison kam er jedoch nur sporadisch zum Einsatz, konnten sich in den folgenden beiden Jahren jedoch in der Defense durchsetzen und war in seinem Senior-Jahr sogar unangefochtener Starter. Insgesamt kam er für seine Schule in 44 Spielen zum Einsatz und konnte dabei 113 Tackles, 1,0 Sacks sowie 3 Interceptions verzeichnen. Außerdem gelang ihm zusätzlich zum Touchdown aus seinem Freshman-Jahr noch ein weiterer Touchdown aus der Defense. Seine letzten zwei Jahre war er außerdem Kapitän in der Defense. Auch mit seinem Team war Scott erfolgreich, so konnten sie 2015 die Big-Ten-Conference und zusätzlich 2017 den Fiesta Bowl gewinnen. Scott verließ die University mit einem Bachelor-Abschluss in Psychologie.

## NFL
Beim NFL-Draft 2019 wurde Scott in der 7. Runde an 243. Stelle von den Los Angeles Rams ausgewählt. In seiner ersten Saison wurde er hauptsächlich in den Special Teams eingesetzt. Sein Debüt gab er direkt am 1. Spieltag beim 30:27-Sieg gegen die Carolina Panthers in den Special Teams. Am 7. Spieltag konnte er beim 37:10-Sieg gegen die Atlanta Falcons einen Pass nach einem Fake-Punt von Johnny Hekker fangen, der erste gefangene Pass seiner Karriere. Am 13. Spieltag konnte er beim 34:7-Sieg gegen die Arizona Cardinals auch die ersten beiden Tackles seiner Karriere verzeichnen. Insgesamt kam er in seiner Rookie-Saison in allen 16 Saisonspielen in den Special Teams zum Einsatz und konnte dabei zwei Tackles verzeichnen. Auch in der Saison 2020 kam er zunächst regelmäßig in den Special Teams zum Einsatz, in der zweiten Saisonhälfte kam er jedoch auch als Backup in der Defense zum Einsatz. Die 20:23-Niederlage gegen die New York Jets am 15. Spieltag verpasste er jedoch aufgrund einer Erkrankung an COVID-19. Da die Rams in dieser Saison 10 Spiele gewinnen konnten und dabei nur sechs verloren, konnten sie sich für die Playoffs qualifizieren. Dort trafen sie in der Wildcard-Runde auf die Seattle Seahawks. Bei diesem 30:20-Sieg konnte Scott sein Postseason-Debüt geben und einen Tackle verzeichnen. Im folgenden Spiel gegen die Green Bay Packers in der Divisional Round stand Scott sogar erstmals in seiner Karriere in der Startformation der Rams, das Spiel wurde jedoch 18:32 verloren und sie schieden aus den Playoffs aus.
In der Saison 2021 kam er in den Special Teams und als Backup in der Defense zum Einsatz. So konnte er am 5. Spieltag beim 26:17-Sieg gegen die Seattle Seahawks die erste Interception seiner Karriere von Quarterback Geno Smith fangen. Zwei Wochen später beim 28:19-Sieg gegen die Detroit Lions gelang ihm erneut eine Interception, diesmal von Quarterback Jared Goff. Am 15. Spieltag stand er beim 20:10-Sieg gegen die Seattle Seahawks auch erstmals in der Regular Season in der Startformation. Auch in dieser Saison konnten sich die Rams erneut für die Playoffs qualifizieren, diesmal konnten die Rams mit 12 Siegen sogar die NFC West gewinnen. Da sich im letzten Saisonspiel der eigentliche Stammspieler Jordan Fuller verletzt hatte, wurde Scott in der Postseason zum Stammspieler in der Defense. Beim 30:27-Sieg gegen die Tampa Bay Buccaneers in der Divisional Round konnte er insgesamt fünf Tackles und sogar eine Interception von Quarterback Tom Brady fangen. Dies war die letzte geworfene Interception von Brady, der nur wenige Tage später sein Karriereende ankündigte. Im NFC Championship Game gegen die San Francisco 49ers konnte er sogar sechs Tackles verzeichnen. Letzten Endes setzten sich die Rams mit 20:17 durch und konnten sich somit für Super Bowl LVI gegen die Cincinnati Bengals qualifizieren. Auch in diesem Spiel stand Scott in der Startformation der Rams und konnte insgesamt zwei Tackles verzeichnen. Letzten Endes gewannen die Rams das Spiel mit 23:20 und somit auch den Super Bowl.
In der Saison 2022 wurde er fester Stammspieler in der Defense der Rams. Er wurde zumeist als Free Safety neben Taylor Rapp und Jordan Fuller als Strong Safety eingesetzt. Direkt am 1. Spieltag der Saison 2022 konnte er bei der 10:31-Niederlage gegen die Buffalo Bills sieben Tackles verzeichnen sowie einen Fumble Zack Moss erzwingen, sein erster Forced Fumble in der NFL. Beim 24:10-Sieg gegen die Carolina Panthers am 6. Spieltag konnte er eine Interception von Jacob Eason fangen, bei der 10:26-Niederlage gegen die Kansas City Chiefs am 12. Spieltag eine von Patrick Mahomes. Er beendete die Saison mit 86 Tackles und zwei Interceptions. Nach der Saison wurde er ein Free Agent.
Im März 2023 unterschrieb Scott einen Dreijahresvertrag im Wert von 12 Millionen US-Dollar bei den Cincinnati Bengals. Dort wurde er auf Anhieb Starter neben Mike Hilton. So gab er direkt am 1. Spieltag der Saison 2023 sein Debüt und konnte bei der 3:24-Niederlage gegen die Cleveland Browns insgesamt 11 Tackles verzeichnen, wodurch er einen neuen Karrierebestwert aufstellte. Bei der 3:27-Niederlage gegen die Tennessee Titans am 4. Spieltag konnte er erneut 11 Tackles verzeichnen. Insgesamt konnte Scott in Cincinnati seine Erwartungen jedoch nicht erfüllen. Daher wurde er ab dem 11. Spieltag durch Jordan Battle als Starter ersetzt und kam von da an nur noch als Backup sowie in den Special Teams zum Einsatz. Am 13. März 2024 wurde Scott von den Bengals entlassen.
Anschließend nahmen die Carolina Panthers Scott unter Vertrag.

## Karrierestatistiken
| Legende | Legende            |
| ------- | ------------------ |
| Fett    | Karrierehöchstwert |

### Regular Season
| Saison                             | Team             | Spiele | Spiele      | Tackles | Tackles | Tackles | Tackles | Interceptions | Interceptions | Interceptions | Interceptions | Interceptions | Interceptions | Fumbles   | Fumbles  | Fumbles |
| Saison                             | Team             | Spiele | als Starter | Gesamt  | Solo    | Assist  | Sacks   | PD            | Int           | Yards         | Avg           | Lang          | TD            | erzwungen | recovert | TD      |
| ---------------------------------- | ---------------- | ------ | ----------- | ------- | ------- | ------- | ------- | ------------- | ------------- | ------------- | ------------- | ------------- | ------------- | --------- | -------- | ------- |
| 2019                               | Rams             | 16     | 0           | 8       | 6       | 2       | 0,0     | 0             | 0             | 0             | 0,0           | 0             | 0             | 0         | 0        | 0       |
| 2020                               | Rams             | 15     | 0           | 16      | 11      | 5       | 0,0     | 0             | 0             | 0             | 0,0           | 0             | 0             | 0         | 0        | 0       |
| 2021                               | Rams             | 17     | 1           | 47      | 28      | 19      | 0,0     | 4             | 2             | 3             | 1,5           | 3             | 0             | 0         | 0        | 0       |
| 2022                               | Rams             | 16     | 16          | 86      | 56      | 30      | 0,0     | 5             | 2             | 0             | 0,0           | 0             | 0             | 2         | 0        | 0       |
| 2023                               | Bengals          | 17     | 10          | 57      | 35      | 22      | 0,0     | 0             | 0             | 0             | 0,0           | 0             | 0             | 0         | 1        | 0       |
| 2024                               | Panthers         | 10     | 4           | 30      | 16      | 14      | 0,0     | 2             | 0             | 0             | 0,0           | 0             | 0             | 0         | 0        | 0       |
| Gesamte Karriere                   | Gesamte Karriere | 91     | 31          | 244     | 152     | 92      | 0,0     | 11            | 4             | 3             | 0,8           | 3             | 0             | 2         | 1        | 0       |
| Quelle: pro-football-reference.com |                  |        |             |         |         |         |         |               |               |               |               |               |               |           |          |         |

### Postseason
| Saison                             | Team             | Spiele | Spiele      | Tackles | Tackles | Tackles | Tackles | Interceptions | Interceptions | Interceptions | Interceptions | Interceptions | Interceptions | Fumbles   | Fumbles  | Fumbles |
| Saison                             | Team             | Spiele | als Starter | Gesamt  | Solo    | Assist  | Sacks   | PD            | Int           | Yards         | Avg           | Lang          | TD            | erzwungen | recovert | TD      |
| ---------------------------------- | ---------------- | ------ | ----------- | ------- | ------- | ------- | ------- | ------------- | ------------- | ------------- | ------------- | ------------- | ------------- | --------- | -------- | ------- |
| 2020                               | Rams             | 2      | 1           | 6       | 3       | 3       | 0,0     | 1             | 0             | 0             | 0,0           | 0             | 0             | 0         | 0        | 0       |
| 2021                               | Rams             | 4      | 4           | 14      | 11      | 3       | 0,0     | 3             | 1             | 0             | 0,0           | 0             | 0             | 0         | 0        | 0       |
| Gesamte Karriere                   | Gesamte Karriere | 6      | 6           | 20      | 14      | 6       | 0,0     | 4             | 1             | 0             | 0,0           | 0             | 0             | 0         | 0        | 0       |
| Quelle: pro-football-reference.com |                  |        |             |         |         |         |         |               |               |               |               |               |               |           |          |         |